# Kleeberg
Kleeberg (Limburgs: Kleeberg) is een buurtschap ten zuidoosten van Mechelen in de gemeente Gulpen-Wittem in de Nederlandse provincie Limburg. De buurtschap bestaat uit verspreide bebouwing aan de Kleebergerweg van Mechelen naar Helle. Kleeberg ligt op de helling van de gelijknamige heuvel.
Ten zuiden van Kleeberg stroomt de Schaeberggrub, een zijrivier van de Geul. Ter hoogte van Kleeberg mondt het beekje de Kleeberggrub op de Schaeberggrub uit. Ten noorden en noordoosten van Kleeberg stroomt de Spetsensweidebeek, ten westen de Theunisbron.
In Kleeberg staan verschillende vakwerkboerderijen en huizen. In een holle weg staat een memoriekruis van blauwe hardsteen uit 1625. In de buurtschap liggen ook de sportvelden en het zwembad van Mechelen.

## Vakwerkgebouwen in Höfke
In Kleeberg staan verschillende vakwerkboerderijen en -huizen die tevens rijksmonument zijn.

De vakwerkgebouwen van Kleeberg
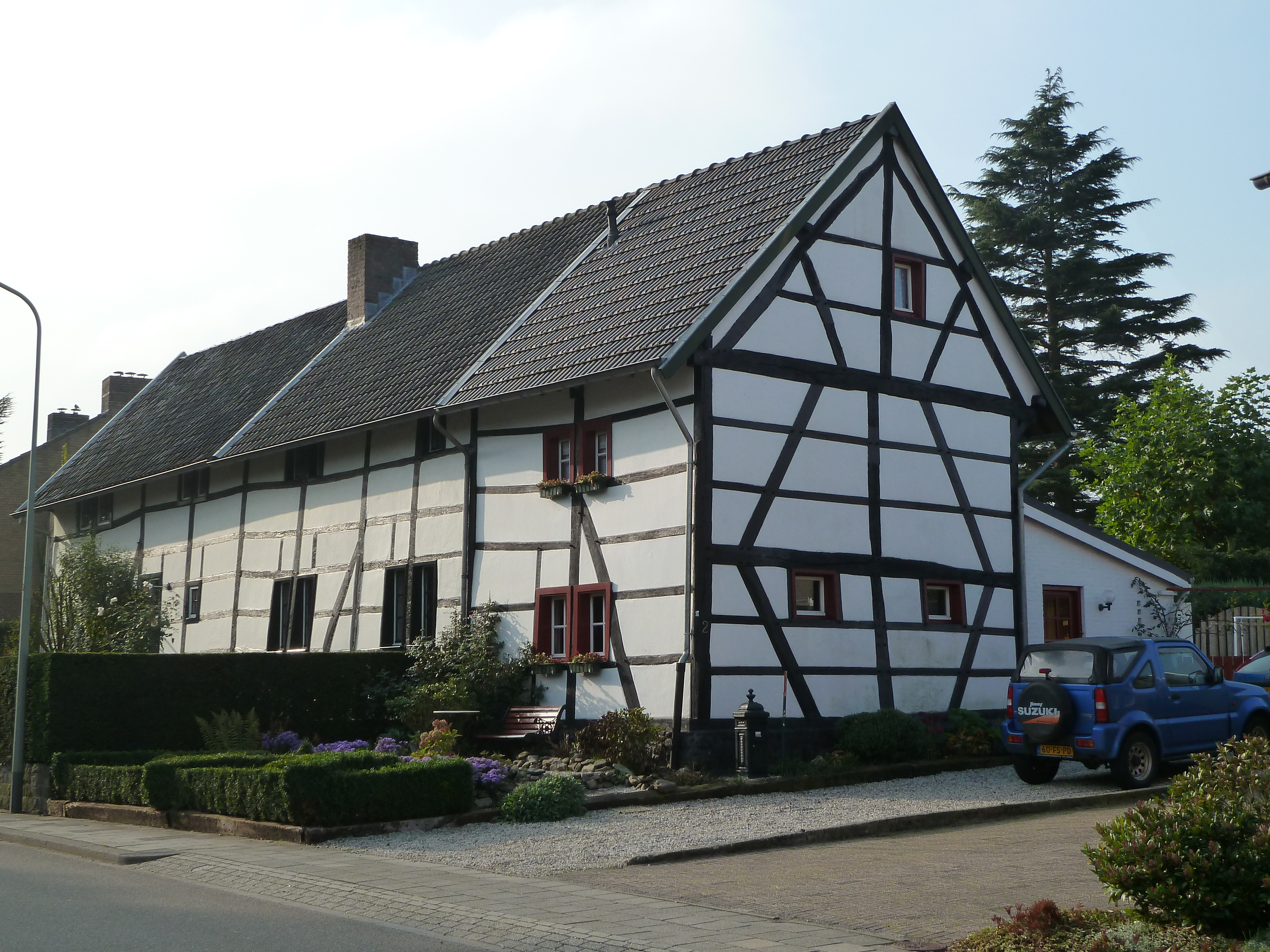
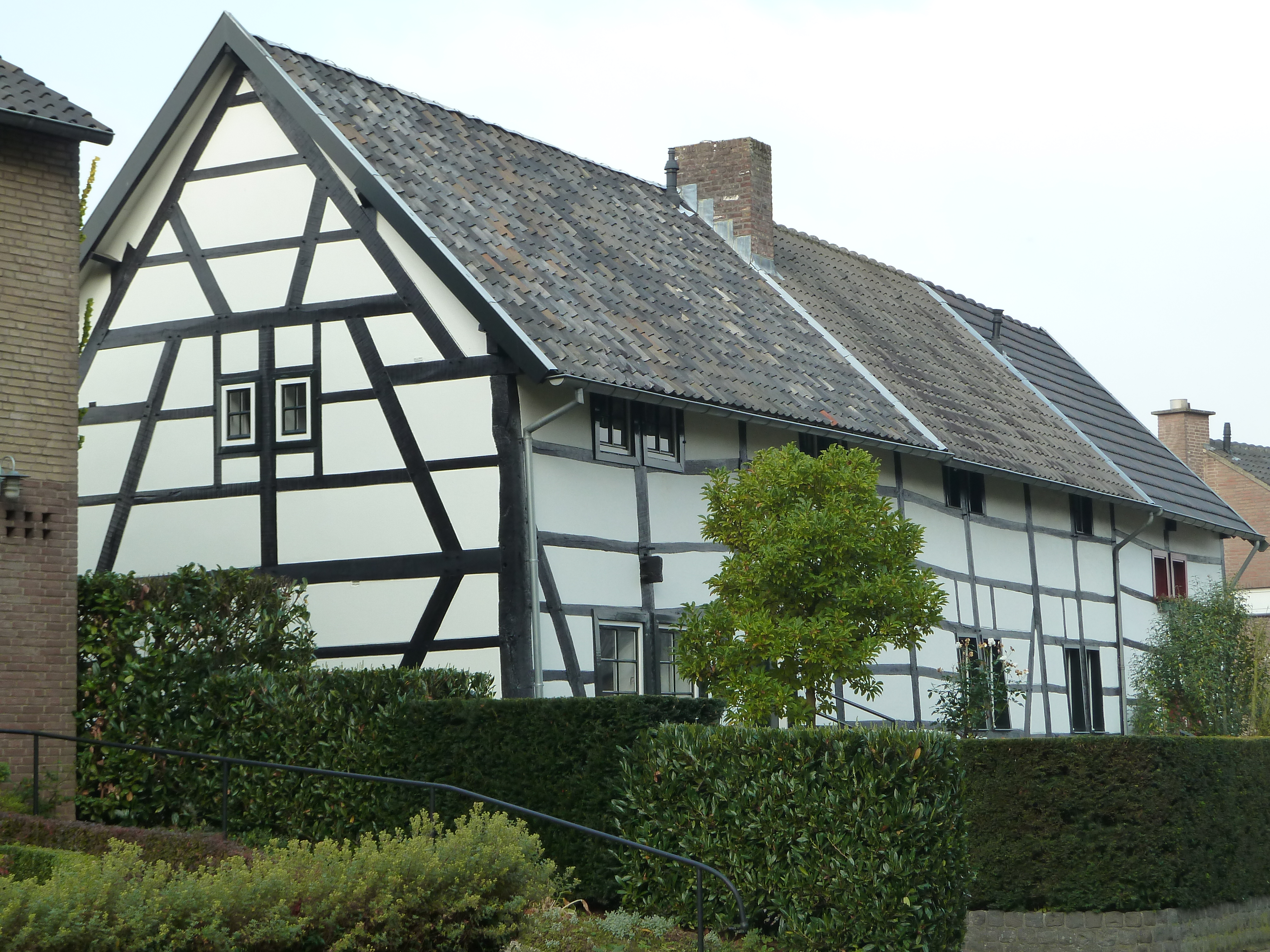
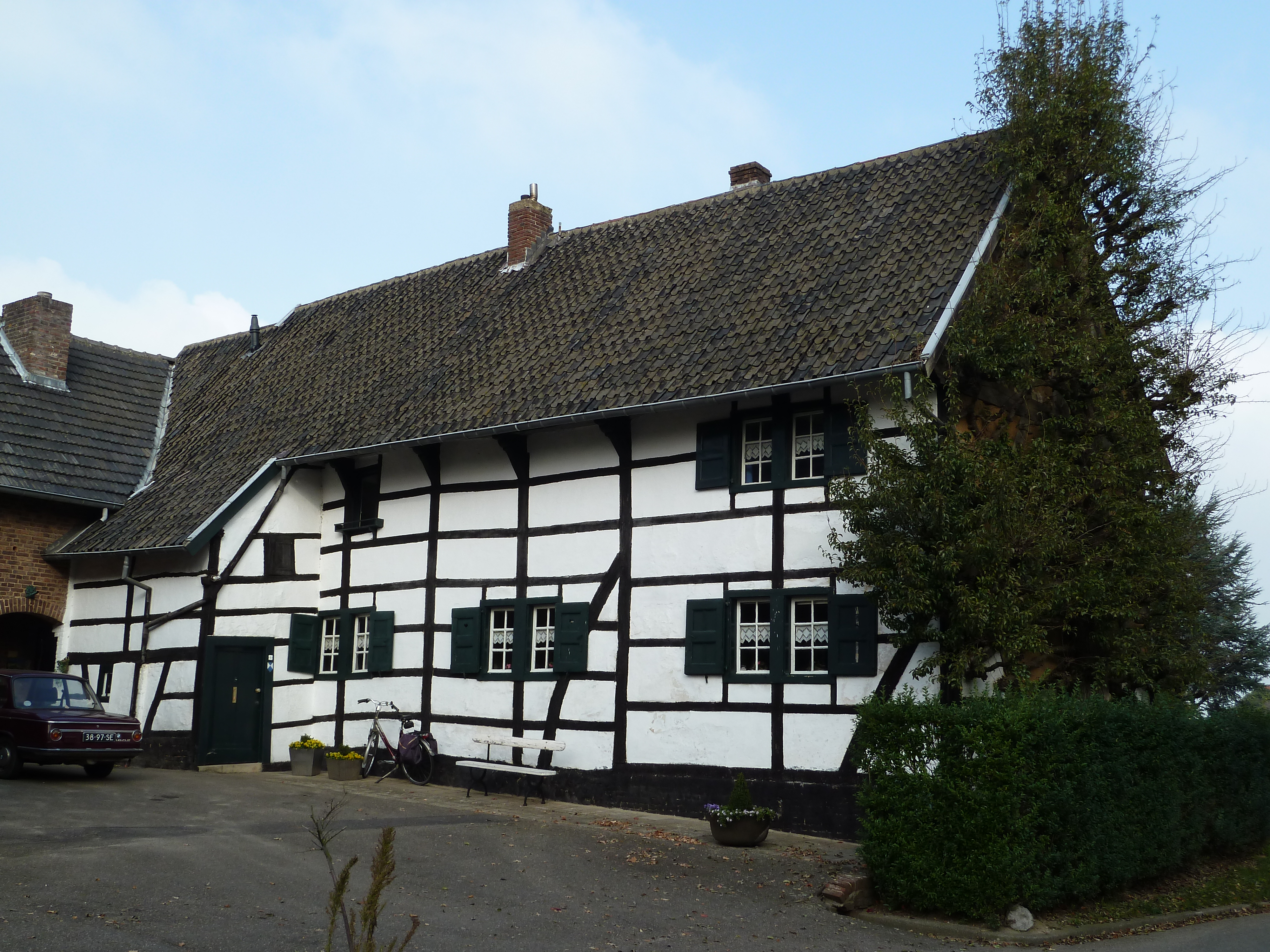
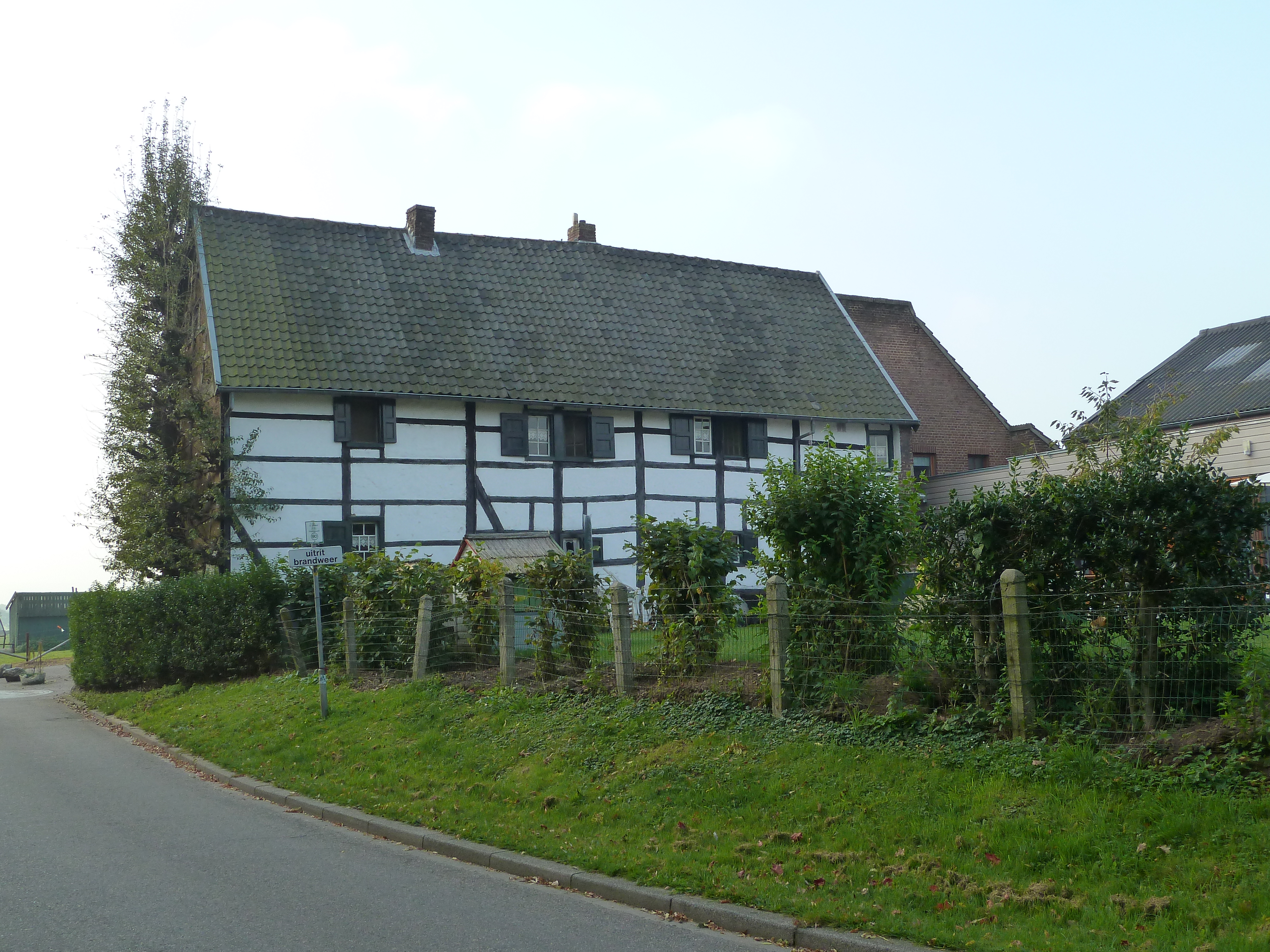
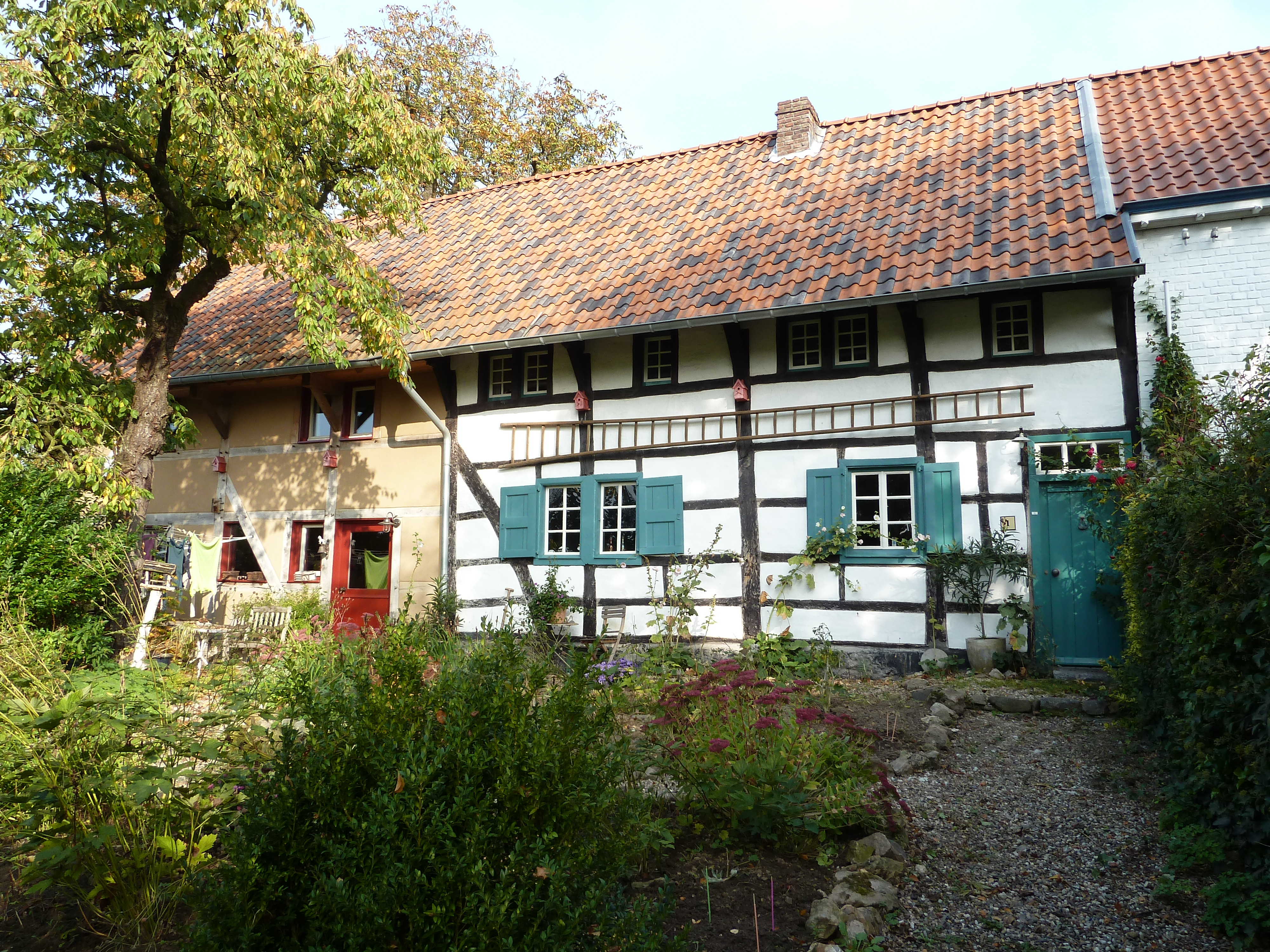
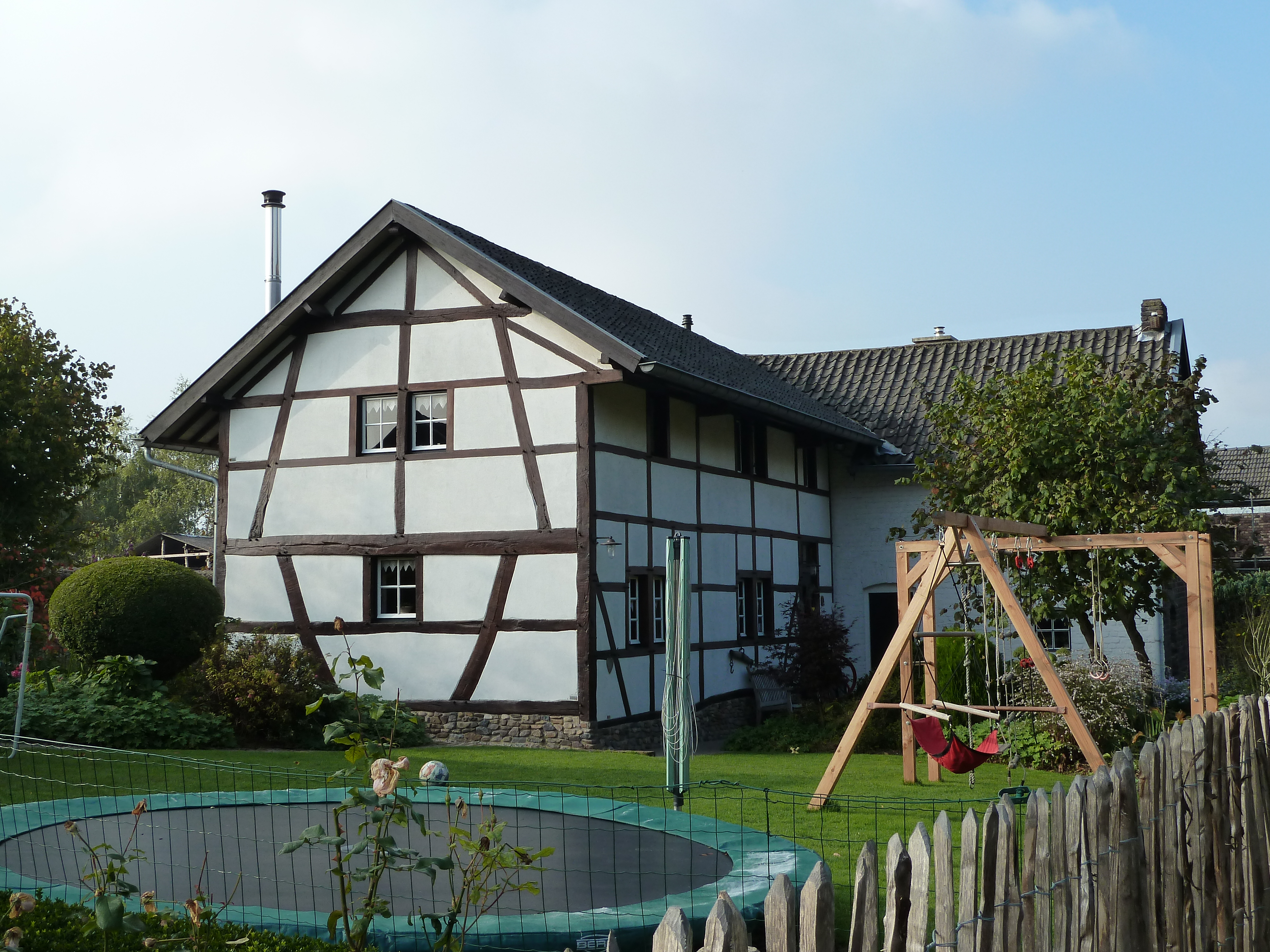

## Wegkruizen

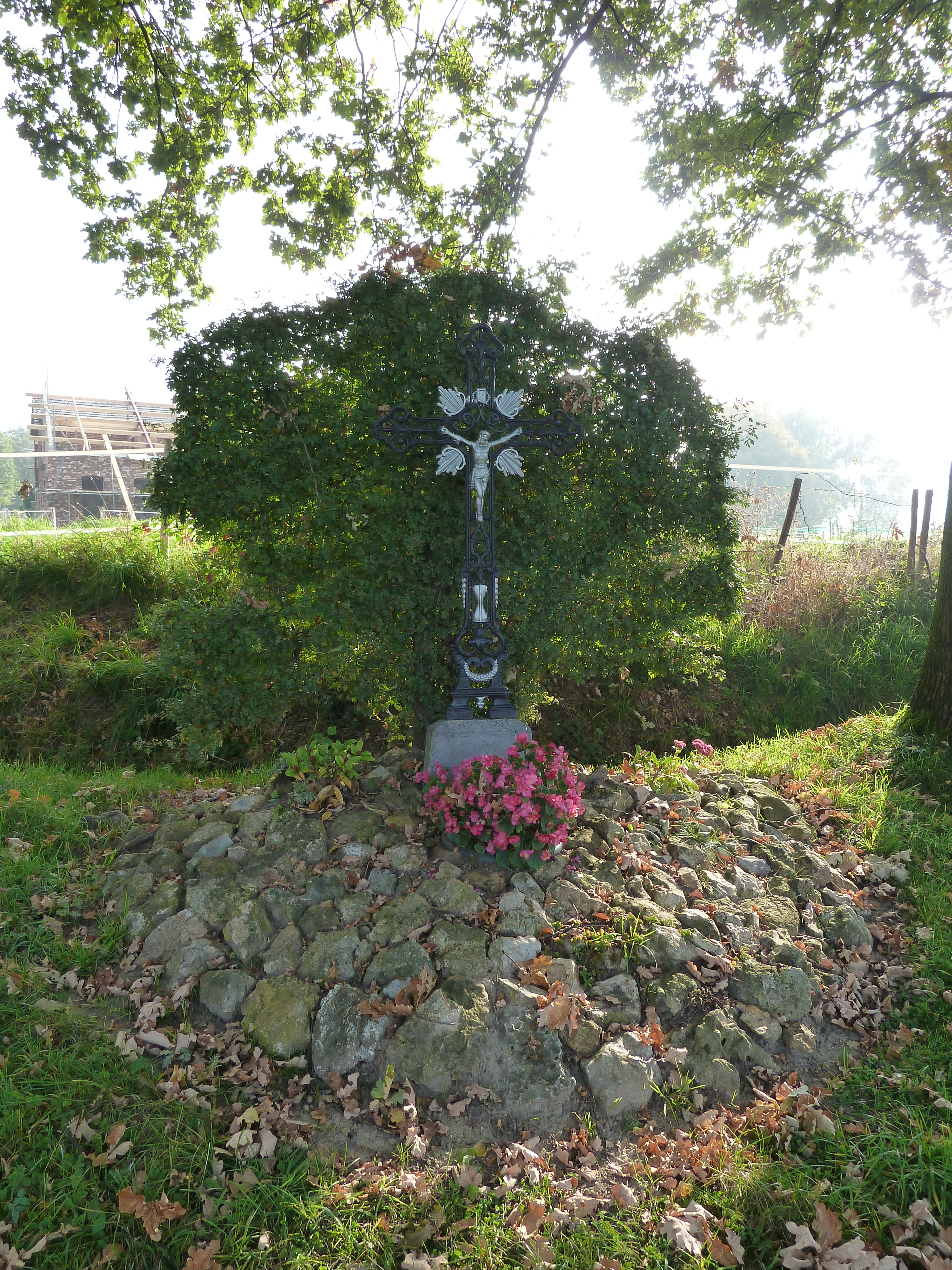
Wegkruis Kleebergerweg-Bommerigerweg
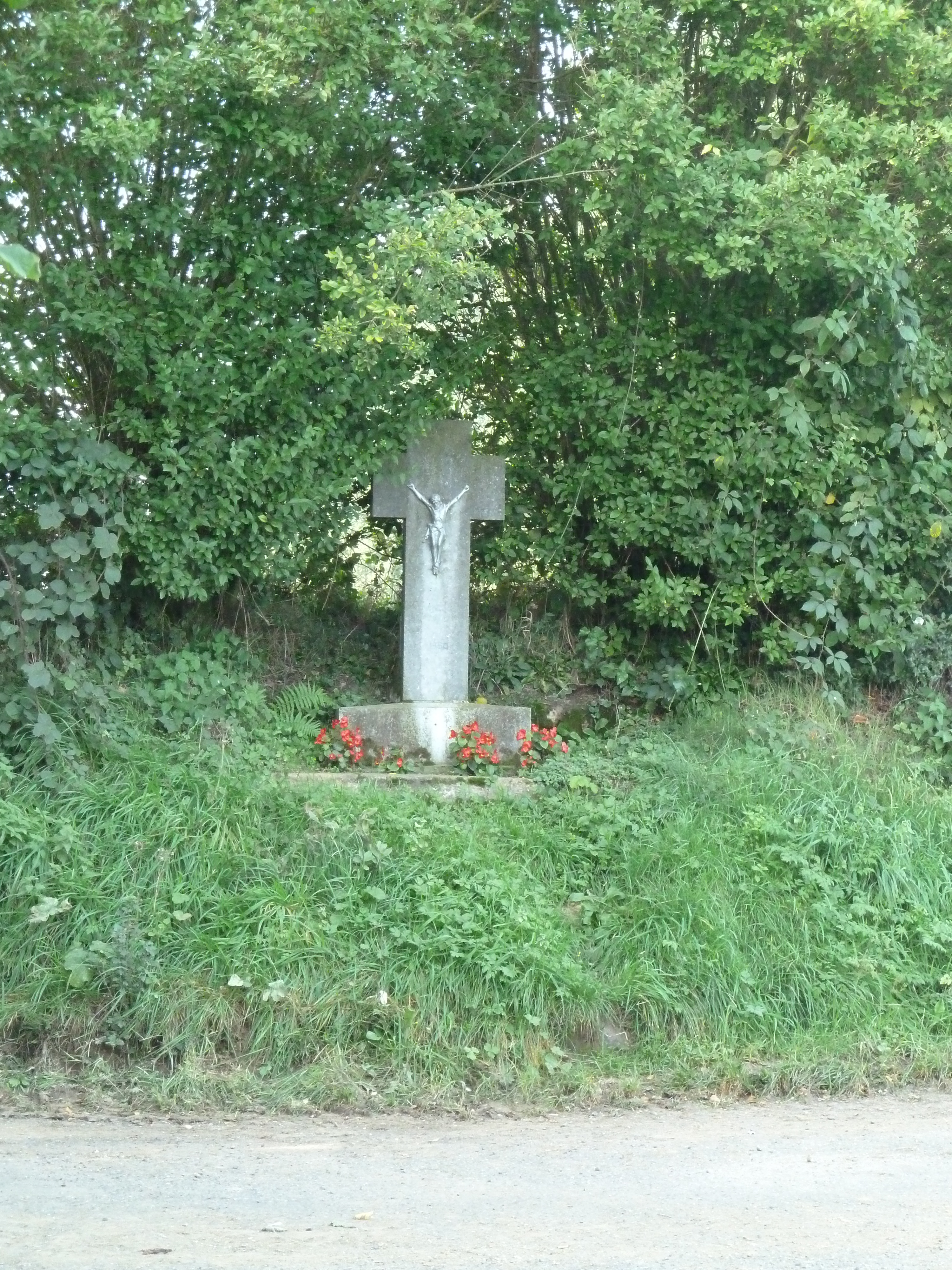
Wegkruis Kleebergerweg-Voelenbornweg
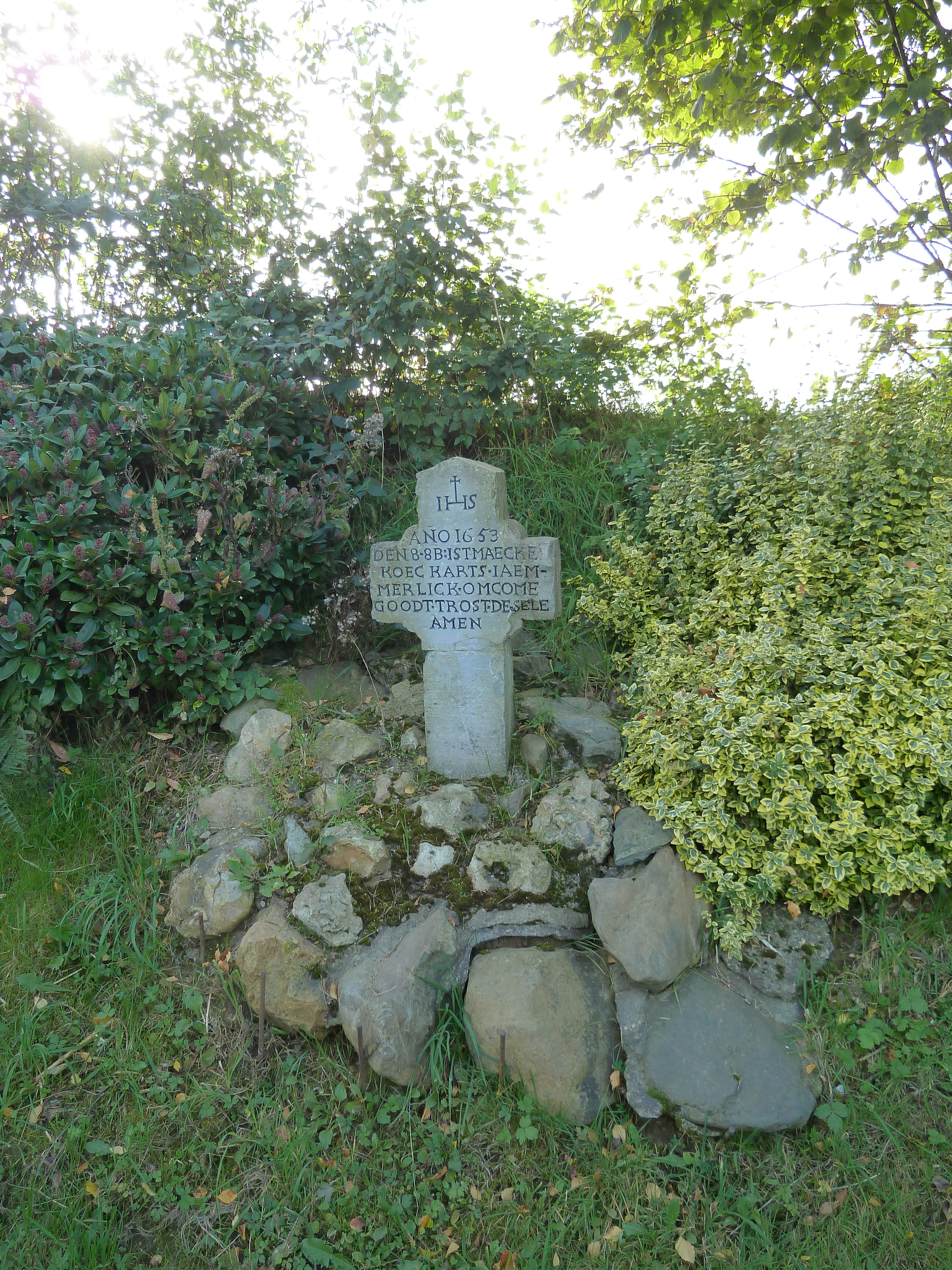
Wegkruis Kleebergerweg-Elzeterweg

## Zie ook

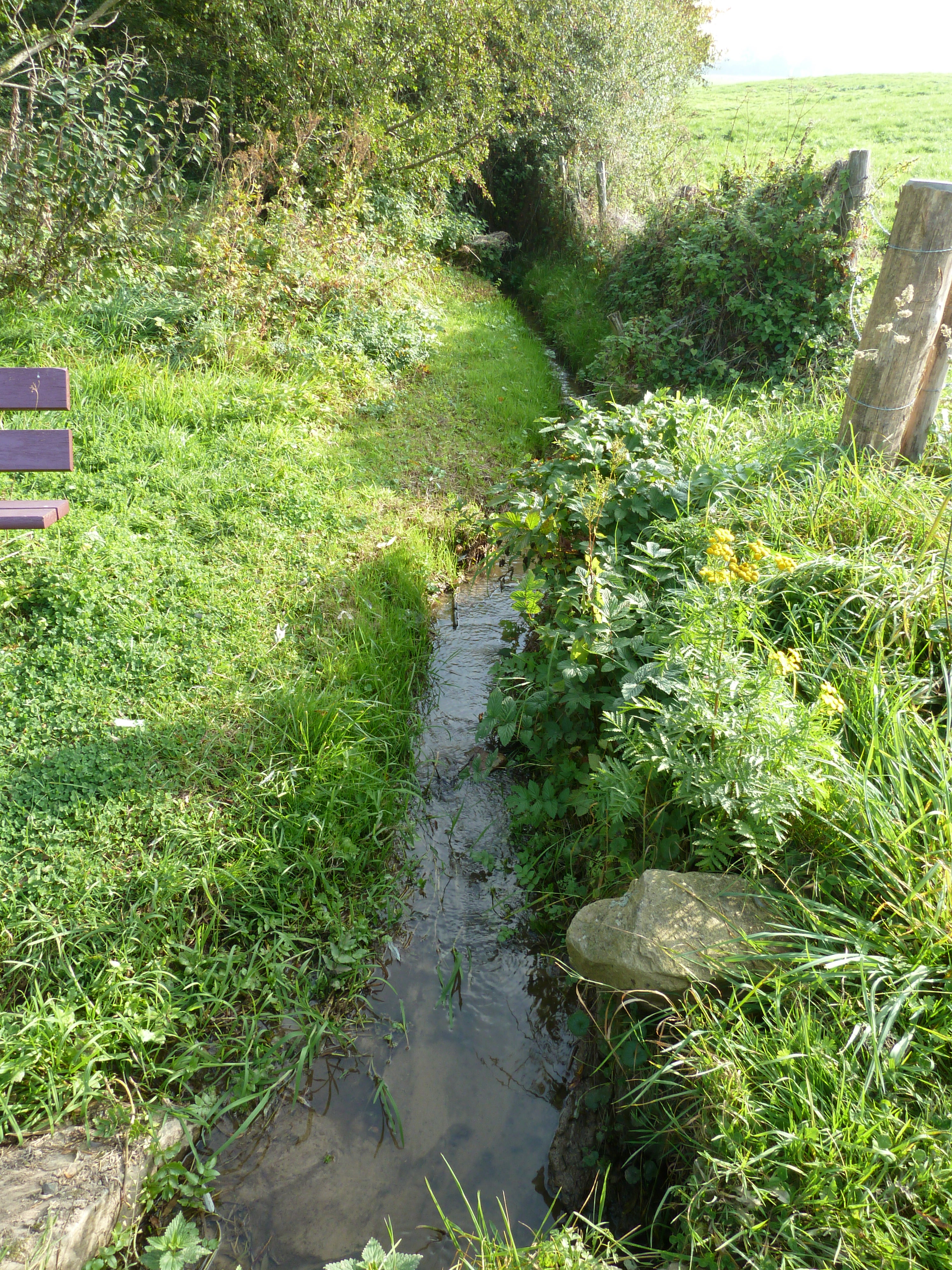
Bronnetje tussen Kleeberg en Helle